# Webb (Alabama)
Webb é uma cidade  localizada no estado americano de Alabama, no Condado de Houston.

## Demografia
Segundo o censo americano de 2000, a sua população era de 1298 habitantes.
Em 2006, foi estimada uma população de 1346, um aumento de 48 (3.7%).

## Geografia
De acordo com o United States Census Bureau, a localidade tem uma área de 30,4 km², sem área coberta por água.

## Localidades na vizinhança
O diagrama seguinte representa as localidades num raio de 16 km ao redor de Webb.